# Jaguapitã
Jaguapitã là một đô thị thuộc bang Paraná, Brasil. Đô thị này có diện tích 475,004 km², dân số năm 2007 là 12286 người, mật độ 23,5 người/km².